# Gran maestro dell'Ordine templare

Croce dei cavalieri templari

Il Gran maestro dell'Ordine templare era la più alta carica dell'Ordine dei cavalieri templari. Il primo maestro generale è stato Hugues de Payns che fondò l'Ordine del Tempio nel 1118. 
Questa carica poteva essere mantenuta per tutta la vita, ma considerata la natura militare dell'Ordine, questo poteva significare che si rimaneva in carica per breve tempo, alcuni maestri generali però abdicarono per ritirarsi nei monasteri e fare vita di preghiera. I maestri generali spesso condussero i loro cavalieri in battaglia, combattendo in prima linea e a volte lanciandosi in rischiose e brevi cariche, come nel corso dell'espugnazione di Antiochia e durante l'assedio di Ascalona del 1153, in cui il Maestro Generale Bernard de Tremelay, guidò 40 Templari attraverso una breccia aperta nella cinta muraria. 
A volte, quando il resto dei crociati non li seguivano, i templari e il loro maestro generale si trovarono circondati e poi massacrati, come è avvenuto al Maestro Generale Gérard de Ridefort che fu fatto decapitare da Saladino nell'assedio di San Giovanni d'Acri del 1189.
Il Maestro Generale aveva il compito di supervisionare tutte le operazioni dell'Ordine, incluse le operazioni militari in Terra santa e nell'Europa orientale, e gli accordi economici e finanziari nell'Europa occidentale. A volte egli fungeva anche da comandante di campo, nonostante la discutibilità di una simile decisione: i diversi errori strategici di Riderfort, ad esempio, contribuirono alla devastante sconfitta nella battaglia di Hattin. 
L'ultimo maestro generale fu Jacques de Molay morto sul rogo a Parigi nel 1314 su ordine del re francese Filippo il Bello.

## Elenco dei maestri generali dell'Ordine templare
Chevalier du Rocher de Sion
| 1. |  | Eustachio III di Boulogne | 1099 - 1108 |

Chevaliers du Temple de Jerusalem
| 1. |  | Eustachio III di Boulogne | 1108 - 1118 |

Pauperes commilitones Christi templique Salomonis
| 1.  |  | Hugues de Payns               | 1118 - 1136 |
| 2.  |  | Robert de Craon               | 1136 - 1147 |
| 3.  |  | Everard des Barres            | 1147 - 1149 |
| 4.  |  | Bernard de Tremelay           | 1149 - 1153 |
| 5.  |  | André de Montbard             | 1153 - 1156 |
| 6.  |  | Bertrand de Blanchefort       | 1156 - 1169 |
| 7.  |  | Philippe de Milly de Nablus   | 1169 - 1171 |
| 8.  |  | Oddone di Saint-Amand         | 1171 - 1179 |
| 9.  |  | Arnoldo di Torroja            | 1181 - 1184 |
| 10. |  | Gérard de Ridefort            | 1185 - 1189 |
| 11. |  | Robert de Sablé               | 1191 - 1193 |
| 12. |  | Gilbert Hérail                | 1193 - 1200 |
| 13. |  | Philippe de Plaissis          | 1201 - 1208 |
| 14. |  | Guillaume de Chartres         | 1209 - 1219 |
| 15. |  | Pierre de Montaigu            | 1219 - 1232 |
| 16. |  | Armand de Périgord            | 1232 - 1245 |
| 17. |  | Richard de Bures (contestato) | 1245 -1247  |
| 18. |  | Guillaume de Sonnac           | 1247 - 1250 |
| 19. |  | Renaud de Vichiers            | 1250 - 1256 |
| 20. |  | Thomas Bérard                 | 1256 - 1273 |
| 21. |  | Guillaume de Beaujeu          | 1273 - 1291 |
| 22. |  | Thibaud Gaudin                | 1291 - 1292 |
| 23. |  | Jacques de Molay              | 1292 - 1314 |